# Зимница (Вологодская область)
Зимница — деревня в Харовском районе Вологодской области около впадения Шорги в Кубену.
Входит в состав Кубенского сельского поселения, с точки зрения административно-территориального деления — в Кубинский сельсовет.
Расстояние до районного центра Харовска по автодороге — 27 км, до центра муниципального образования Сорожина по прямой — 16 км. Ближайшие населённые пункты — Максимиха, Коркинское, Кудрявцево.
По переписи 2002 года население — 9 человек.